# Euxoa distracta
Euxoa distracta är en fjärilsart som beskrevs av Corti 1932. Euxoa distracta ingår i släktet Euxoa och familjen nattflyn. Inga underarter finns listade i Catalogue of Life.